# Onthophagus signifer
Onthophagus signifer là một loài bọ cánh cứng trong họ Bọ hung (Scarabaeidae).